# Englandspiel

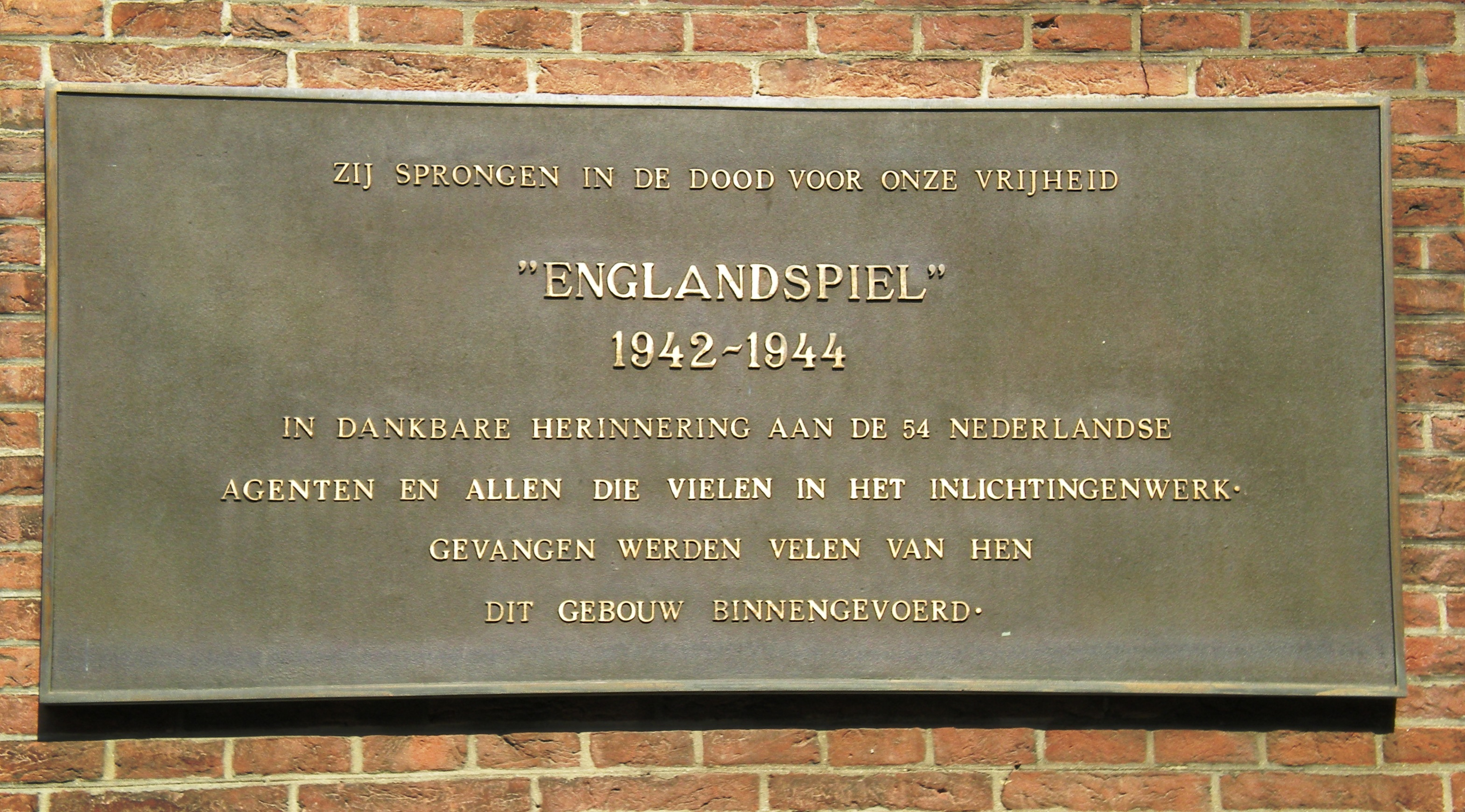
Plaque commémorative en hommage aux agents morts dans l'opération Englandspiel, Binnenhof, La Haye

Englandspiel, terme allemand qui signifie Jeu d'Angleterre, est le nom donné par les Allemands, pendant la Seconde Guerre mondiale à une opération de contre-espionnage, aussi appelée Opération Pôle Nord, élaborée par l'Abwehr aux Pays-Bas.
Le service secret britannique Special Operations Executive (SOE) envoyait des espions néerlandais dans leur pays occupé, mais l'opération fut pénétrée par le contre-espionnage allemand et se poursuivit sous leur contrôle. Ainsi les émissions radio clandestines depuis les Pays-Bas alimentèrent les Britanniques en fausses informations. Bien que l'opérateur radio arrêté ait tout essayé pour faire savoir à ses supérieurs à Londres qu'il n'émettait pas librement, les agents continuèrent à être envoyés aux Pays-Bas et furent tous arrêtés à leur arrivée. La plupart d'entre eux (54 sur 59) ont péri dans le camp de concentration de Mauthausen (1944).
Après la guerre, on reprocha au SOE d'avoir sérieusement failli dans la préparation des missions, et d'avoir ignoré les avertissements qu'il recevait sur le sort des agents, notamment l'absence de la clé de sécurité dans les messages, absence qui était le signe convenu que l'agent n'émettait pas librement. Cependant, il a également été avancé que le SOE avait pu agir ainsi dans le seul but de conduire les Allemands à croire qu'un débarquement aurait lieu aux Pays-Bas (plutôt qu'en Normandie), et que pour ce faire, il avait envoyé les agents délibérément à la mort. 

## Film
- 1956, Londres appelle Pôle Nord, film de Duilio Coletti avec Curd Jürgens

## Sources et liens externes
- Philippe Ganier-Raymond, Le réseau étranglé, Fayard, la Guerre Secrète, 1967
- (en) Englandspiel